# Martin Düben
Martin Düben, född i cirka 1598 eller 1599 i Leipzig, död senast 1650, var en tysk organist.
Düben var yngre bror till Anders Düben den äldre. Han inkallades av hovkapellmästaren Jacob Schmidt för att fylla den vakanta tjänsten som hovorganist.
Han var anställd i Kungliga Hovkapellet 1626-1633. Hans verksamhet de följande sex åren är okänd, men 1641 anställdes han som organist i Storkyrkan, en tjänst han innehade till sin död.

## Verklista

### Orgelverk
- Allein Gott in der Höh sei Ehr
  - 1. Variatio (komponerad av Anders Düben den äldre)
  - 2. Variatio (komponerad av Anders Düben den äldre)
  - 3. Variatio (komponerad av Marin Düben, finns i två olika versioner)
- Erstanden ist der heilig Christ (tema med tre variationer)
- Preludium med pedal i F-dur.
- Preludium i E-dur (eventuellt med pedal)